# Liste der Naturdenkmale in Ludwigshöhe
Die Liste der Naturdenkmale in Ludwigshöhe nennt die im Gemeindegebiet von Ludwigshöhe ausgewiesenen Naturdenkmale (Stand 1. Mai 2024).

## Naturdenkmale
| Nr.         | Bezeichnung                                   | Lage                                  | Beschreibung                             | Bild                                    |
| ----------- | --------------------------------------------- | ------------------------------------- | ---------------------------------------- | --------------------------------------- |
| ND-7339-015 | Rosskastanie und Winterlinde auf dem Friedhof | Mainzer Straße, auf dem Friedhof Lage | Aesculus hippocastanum und Tilia cordata | Direkt Bild zu diesem Denkmal hochladen |